# Macrosiphum funestum
Macrosiphum funestum är en insektsart som först beskrevs av Macchiati 1885.  Macrosiphum funestum ingår i släktet Macrosiphum och familjen långrörsbladlöss. Arten är reproducerande i Sverige. Inga underarter finns listade i Catalogue of Life.